# Almirante Tamandaré (1890)
«Альміранче Тамандаре»  - бронепалубний крейсер ВМС Бразилії. Озброєний 152 міліметровими гарматами цей крейсер нагадував сучасні йому британські типу «Ліндер» (будувалися 1885-1887), які були одними з перших бронепалубних крейсерів, поряд з бронепалубними крейсерами США та Німеччини, які будувалися за такою ж концепцією.  На відмін від більшості великих кораблів військових флотів латиноамериканських держав,  «Альміранче Тамандаре» не був придбаний за кордоном, а побудований у Ріо-де-Жанейро. Він став третім за розміром кораблем у ВМС Бразилії того часу після броненосців «Ріачуело» та «Аквідаба»'